# Al Di Meola

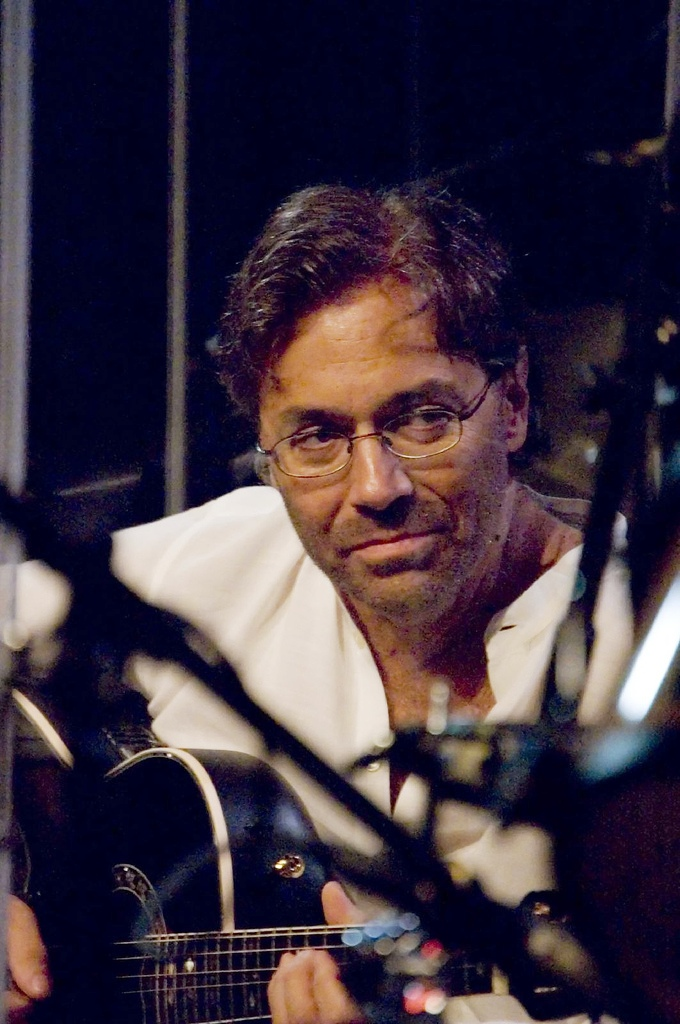
Al Di Meola (2005)

Al Di Meola, eigentlich Albert Laurence Di Meola (* 22. Juli 1954 in Jersey City, New Jersey) ist ein US-amerikanischer Fusion- und Jazz-Gitarrist mit italienischen Wurzeln.

## Leben und Wirken

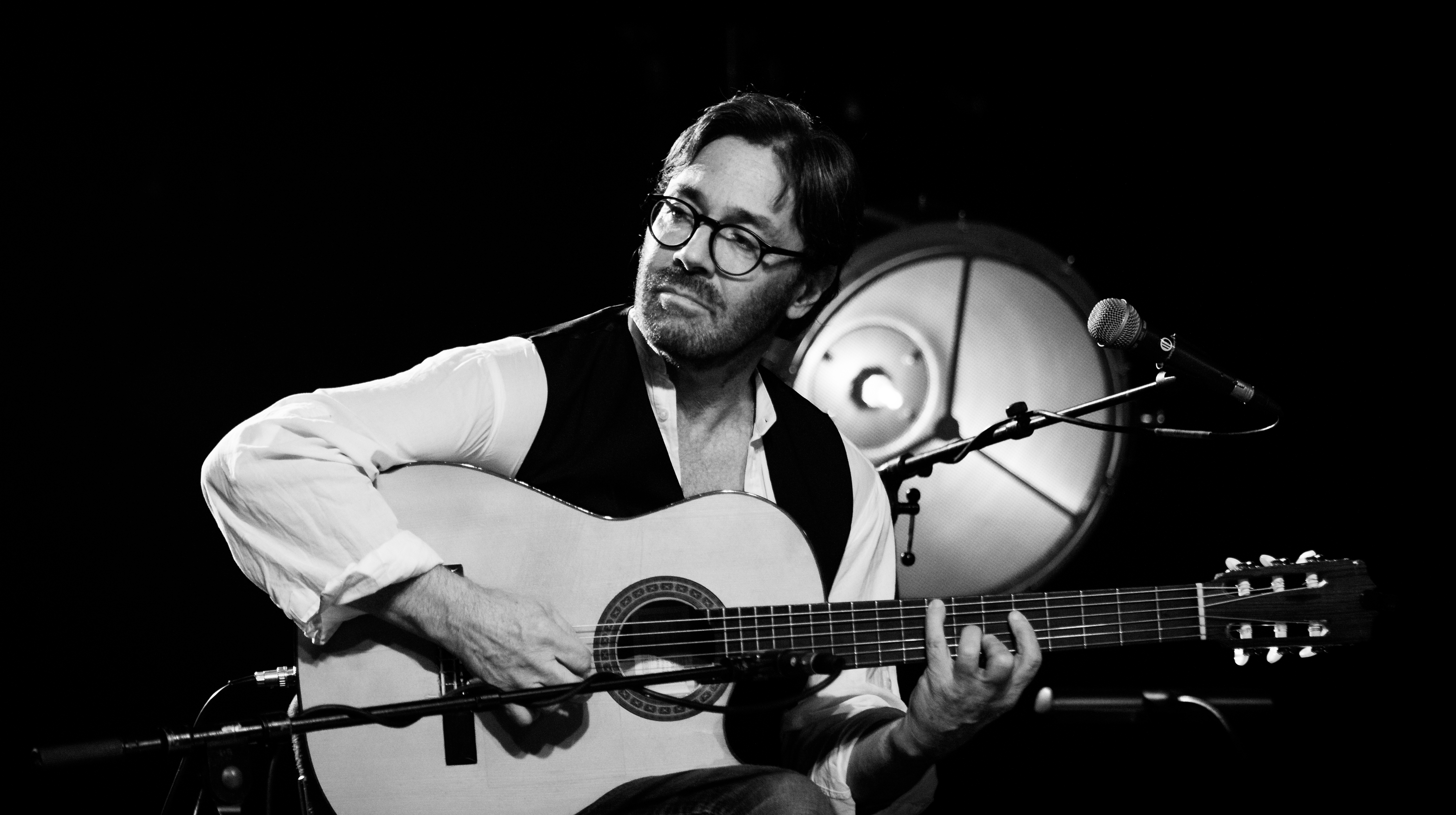
Al Di Meola bei den Leverkusener Jazztagen 2016

Albert „Al“ Di Meola ist Sohn von Teresa und Carlo Di Meola, die beide aus Kampanien in Italien stammten. Albert Di Meolas Großvater lebte bis zu Beginn des 20. Jahrhunderts in Cerreto Sannita.
Als Kind spielte Al Di Meola Schlagzeug und erhielt ab seinem siebten Lebensjahr Gitarrenunterricht. Er spielte in verschiedenen Schulbands. Beeinflusst von Larry Coryell beschäftigt er sich mit Jazz. Al Di Meola studierte nach dem Besuch der High School am Berklee College of Music in Boston. Daneben spielte er auch mit Larry Coryell. Mit siebzehn Jahren spielte Di Meola im Quintett des Keyboarders Barry Miles. 
Im Alter von 19 Jahren wurde er von dem Pianisten Chick Corea entdeckt und in dessen Musikgruppe Return to Forever aufgenommen, der auch Stanley Clarke und Lenny White angehörten. Mit ihnen tourte er durch die ganze Welt und war an drei bedeutenden Jazzrock-Produktionen beteiligt. Zusammen mit Return to Forever bekam er 1975 den Grammy für die „beste Jazz-Performance einer Gruppe“. Das Guitar Player Magazin verlieh ihm den Titel „Best New Talent“. 
1976 veröffentlichte er, während er noch mit Chick Corea spielte, sein erstes Soloalbum (Land of the Midnight Sun), das ein Erfolg wurde. In der gleichen Zeit war er Mitglied in Stomu Yamashtas Go-Projekt. Ebenfalls vom Guitar Player wurde er 1977 als „Best Jazz Guitarist“ und sein zweites Album (Elegant Gypsy) als „Best Guitar LP“ ausgezeichnet. Damit war er der jüngste Gitarrist, der diese Auszeichnungen jemals bekam; insgesamt wurde ihm dieses Prädikat viermal verliehen. Als drittes Album erschien Casino. Bei Di Meolas Produktionen waren unter anderem Musiker wie Jan Hammer, Anthony Jackson und Steve Gadd beteiligt. Guitar Player machte ihn auch dreimal zum „besten Akustik-Gitarristen“ und nahm ihn 1981 in seine „Gallery of Greats“ auf – neben Musikern wie Leo Kottke und Andrés Segovia. Im gleichen Jahr hatte er einen Gastauftritt beim legendären Konzert von Frank Zappa am 17. November im New Yorker „Ritz“. Aufgezeichnet von WLIR FM Radio, wurde das Konzert an der East Coast im Radio gesendet. In den 1970er Jahren galt Di Meola auch als „schnellster Gitarrist der Welt“.
1981 nahm er zusammen mit den Gitarristen John McLaughlin und Paco de Lucía das berühmte Livealbum Friday Night in San Francisco auf, das über zwei Millionen Mal verkauft wurde. 1982 folgte das Studio-Album Passion, Grace & Fire. 1996 versuchte das Trio mit The Trio, einem weiteren Studio-Album, und einer Reunion-Tour an frühere Erfolge anzuknüpfen. 
Im Jahr 1985 veröffentlichte er seine Alben Cielo e Terra und Soaring Through a Dream mit einer neuen Band, der etwa Airto Moreira als Perkussionist und Sänger angehörte. Mit seiner Formation New World Sinfonia, zu der in den letzten Jahren unter anderem Peo Alfonsi gehörte, präsentierte Di Meola auch weltmusikalisches Material.
Im September 2023 erlitt Di Meola während eines Bühnenauftritts in Bukarest einen Herzinfarkt. Er wurde in ein örtliches Krankenhaus eingeliefert und befand sich in stabilen Zustand. Nach einer Erholungsphase trat er im Januar 2024 wieder auf.

## Stil und Spieltechnik

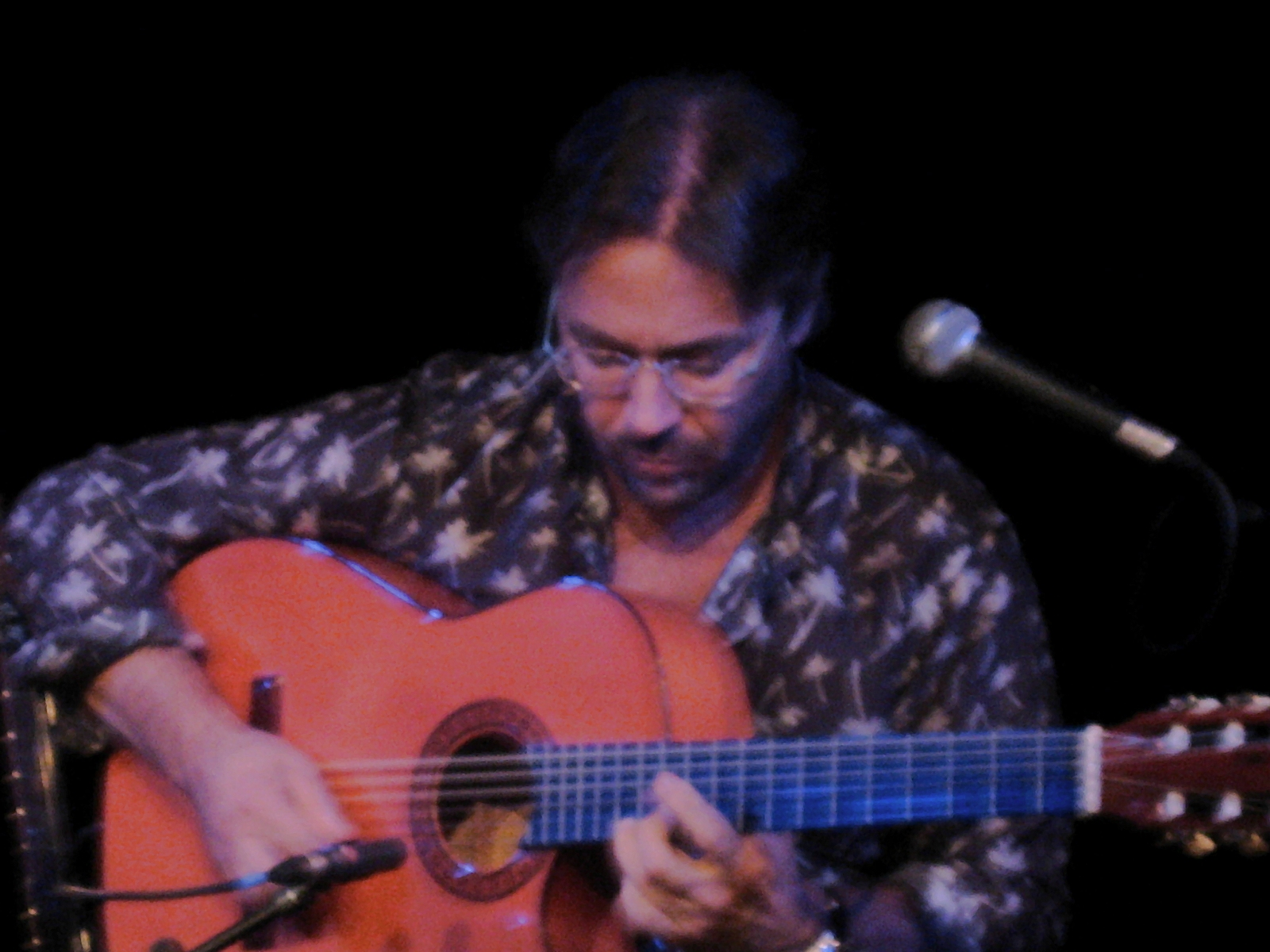
Al Di Meola bei einem Konzert im Mai 2009 in der Music Hall in Worpswede

Schon auf den ersten Aufnahmen mit Chick Corea ist Meolas besonders hohe Geschwindigkeit zu hören, die er in der Folge noch steigern konnte. Di Meola (ein reiner Plektrumgitarrist) spielt jeden Ton fast ausschließlich mit Wechselschlag an.
Charakteristisch wurde sein Spiel durch den häufigen Einsatz perkussiver Techniken (besonders gut zu hören im Track Elegant Gypsy Suite auf dem Album Elegant Gypsy). Dabei dämpfte er die Saiten am Steg ab und band die so erzeugten Töne auch in sein Solospiel ein. 
Melodien mit prägnanten Rhythmen ließ er mit der gleichen Technik und unter Zuhilfenahme eines Effektgeräts beinahe wie von einem Schlaginstrument gespielt erscheinen.
Doppelgriffe (double stops) spielt er grundsätzlich mit Abschlägen.

## Equipment

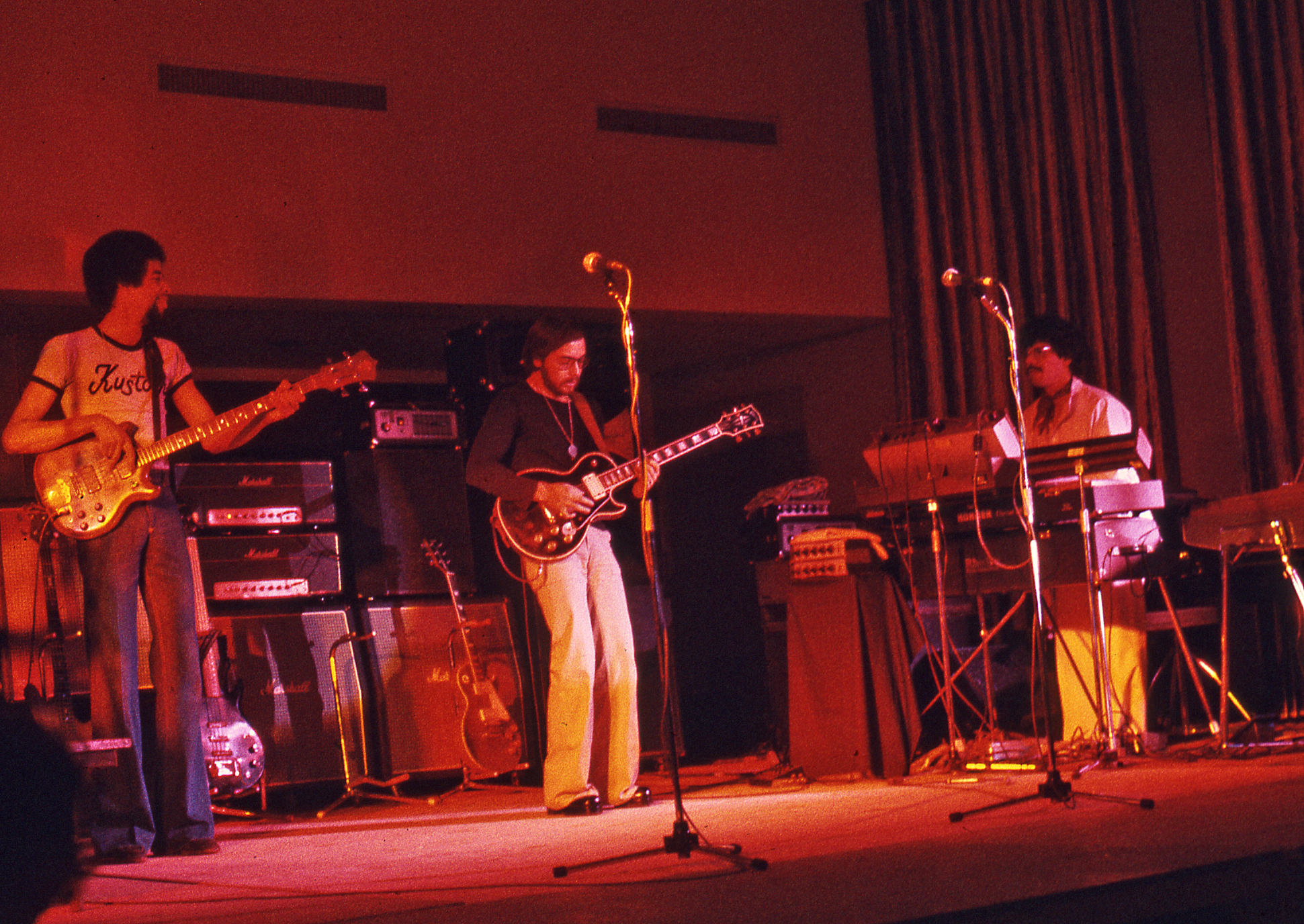
Al Di Meola (Mitte, 1974)

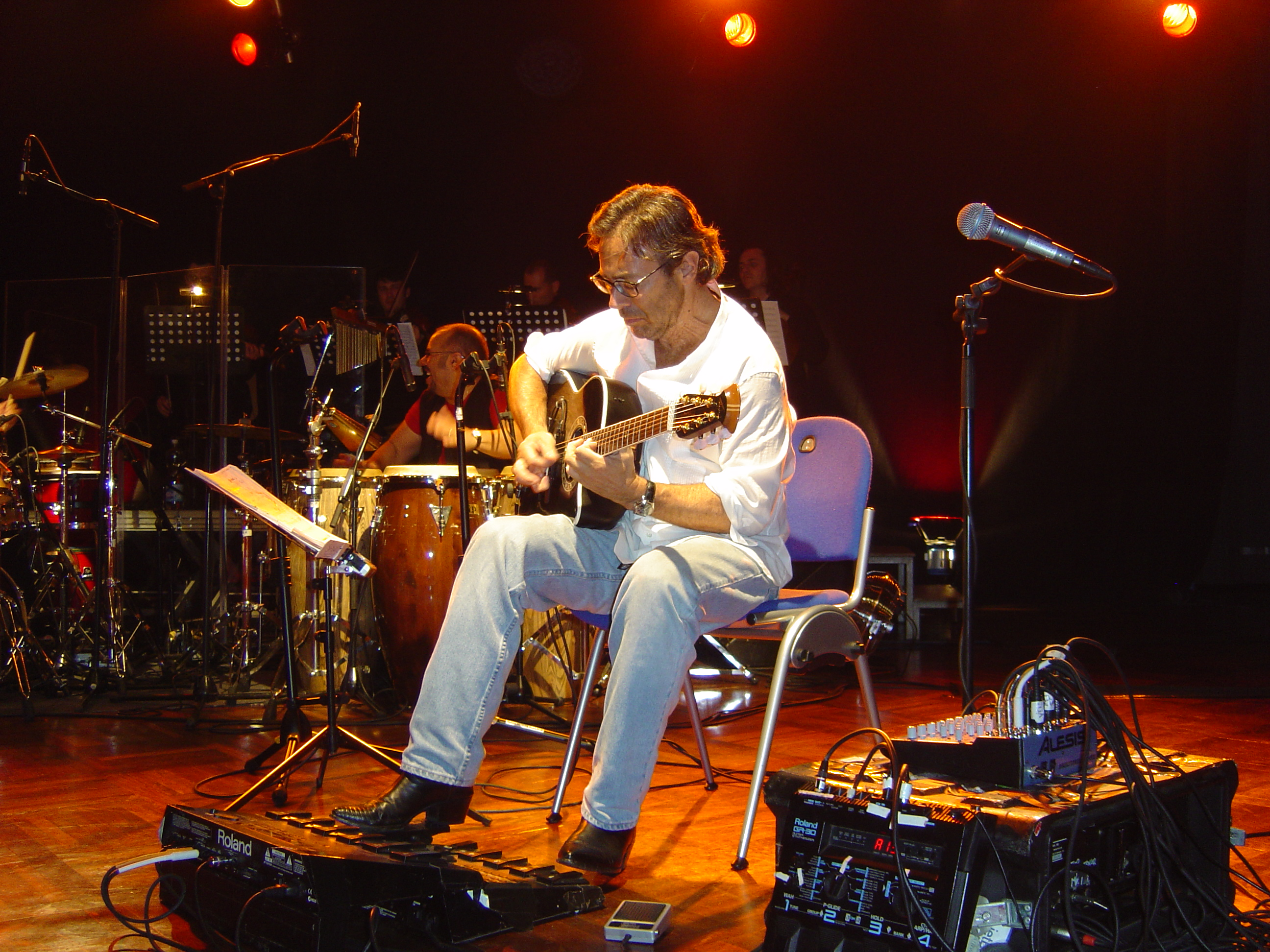
Al Di Meola (2004)

Al Di Meola bevorzugt E-Gitarren mit zwei Humbuckern. So spielte er anfangs auf Les Paul Modellen der Gibson Guitar Corporation, deren Tonabnehmer er allerdings gegen solche von DiMarzio auswechselte. Auf dem Cover von Elegant Gypsy ist er mit einer schwarzen Les Paul und den cremefarbenen „Super Distortions“ von DiMarzio zu sehen.
Mitte der 1980er-Jahre stieß er auf PRS Guitars. Zur gleichen Zeit baute ihm Larry DiMarzio ein Set Pickups eigens für ihn, das auf den damaligen nicht käuflichen PRS-Signaturmodellen Einsatz fand. Die Pickups von DiMarzio waren allerdings im Handel – im Sortiment damals als DP201 (Halspickup) und DP202 (Bridgepickup) aufgeführt – für jedermann käuflich. Die Pickups werden zurzeit von dem Hersteller nur über dessen Custom Shop angeboten.
Ende der 1990er-Jahre baute ihm Gibson eine Vollresonanzgitarre nach Super 400 Vorbild, die auch nicht im Handel frei erhältlich war. Dieses Modell ist auf dem Backcover von Orange and Blue zu sehen. Zurzeit gehört Al Di Meola wieder zu den Endorsern von PRS. Das für ihn hergestellte Modell in der charakteristischen „Prism-Optik“ ist diesmal im Handel käuflich und mit Tonabnehmern von PRS bestückt.
Ein besonderes Verhältnis hat Di Meola zu den elektro-akustischen Gitarren von Ovation. Jahrelang spielte er auf einer „Deep Bowl Custom Legend“ (das heißt einem Modell Custom Legend mit tiefem Korpus), bis er seine eigenen Modelle bekam. Anfangs eine elektroakustische nach dem Vorbild der Custom Legend mit tiefem Korpus, später eine flache mit eingebautem MIDI-Trigger, da Di Meola einer der ersten Jazzgitarristen war, der auch auf der Bühne sein Gitarrenspiel mit Synthezisertönen anreicherte. Zurzeit vermarktet die Firma wieder ein elektroakustisches Modell nach dem Custom Legend Motiv (Modell-Nr. 1769 ADII).

## Diskografie

### Alben
| Jahr | Titel Musiklabel                             | Höchstplatzierung, Gesamtwochen, AuszeichnungChartplatzierungen (Jahr, Titel, Musiklabel, Platzierungen, Wochen, Auszeichnungen, Anmerkungen) | Höchstplatzierung, Gesamtwochen, AuszeichnungChartplatzierungen (Jahr, Titel, Musiklabel, Platzierungen, Wochen, Auszeichnungen, Anmerkungen) | Höchstplatzierung, Gesamtwochen, AuszeichnungChartplatzierungen (Jahr, Titel, Musiklabel, Platzierungen, Wochen, Auszeichnungen, Anmerkungen) | Höchstplatzierung, Gesamtwochen, AuszeichnungChartplatzierungen (Jahr, Titel, Musiklabel, Platzierungen, Wochen, Auszeichnungen, Anmerkungen) | Anmerkungen                         |
| Jahr | Titel Musiklabel                             | DE | AT | CH | US | Anmerkungen                         |
| ---- | -------------------------------------------- | --- | --- | --- | --- | ----------------------------------- |
| 1976 | Land of the Midnight Sun Columbia/Sony       | — | — | — | US129 (10 Wo.)US |                                     |
| 1977 | Elegant Gypsy Columbia/Sony                  | — | — | — | US58 Gold · (12 Wo.)US |                                     |
| 1978 | Casino Columbia/Sony                         | — | — | — | US52 (17 Wo.)US |                                     |
| 1980 | Splendido Hotel                              | — | — | — | US119 (14 Wo.)US |                                     |
| 1981 | Friday Night in San Francisco – Live Philips | DE22 Gold (German Jazz Award) · (12 Wo.)DE | AT5 (14 Wo.)AT | — | US97 (13 Wo.)US | mit John McLaughlin & Paco de Lucia |
| 1982 | Electric Rendezvous                          | DE57 (1 Wo.)DE | — | — | US55 (13 Wo.)US |                                     |
| 1982 | Tour De Force – Live                         | — | — | — | US165 (7 Wo.)US |                                     |
| 1983 | Passion Grace & Fire                         | DE35 (7 Wo.)DE | — | — | US171 (5 Wo.)US | mit John McLaughlin & Paco de Lucia |
| 1983 | Scenario                                     | — | — | — | US128 (6 Wo.)US |                                     |
| 1987 | Tirami Su                                    | — | — | — | US190 (1 Wo.)US |                                     |
| 1996 | The Guitar Trio                              | DE55 (6 Wo.)DE | AT27 (3 Wo.)AT | — | — | mit John McLaughlin & Paco de Lucia |
| 2005 | Cosmopolitan Life                            | DE57 (1 Wo.)DE | — | — | — | mit Leonid Agutin                   |
| 2018 | Opus                                         | DE80 (1 Wo.)DE | — | CH76 (1 Wo.)CH | — |                                     |
| 2020 | Across the Universe                          | DE36 (1 Wo.)DE | AT61 (1 Wo.)AT | — | — |                                     |
| 2022 | Saturday Night in San Francisco – Live       | DE5 (8 Wo.)DE | AT14 (4 Wo.)AT | CH20 (5 Wo.)CH | — | mit John McLaughlin & Paco de Lucía |
| 2024 | Twentyfour                                   | DE62 (1 Wo.)DE | — | — | — |                                     |

grau schraffiert: keine Chartdaten aus diesem Jahr verfügbar
Weitere Alben (Solo)
- 1985: Soaring through a Dream
- 1985: Cielo E Terra
- 1990: World Sinfonia (Tomato/in-akustik)
- 1991: Kiss My Axe (inak/in-akustik)
- 1993: World Sinfonia II – Heart of the Immigrants (DE: Gold (German Jazz Award))
- 1994: Orange and Blue (DE: Gold (German Jazz Award))
- 1996: Rite of Strings
- 1996: Al Di Meola Plays Piazzolla (Blue Moon/East West)
- 1998: The Infinite Desire (Telarc/in-akustik) (DE: Gold (German Jazz Award))
- 1999: Winter Nights (DE: Gold (German Jazz Award))
- 2000: The Grande Passion (DE: Gold (German Jazz Award))
- 2000: World Sinfonia – The Grande Passion
- 2002: Fugata
- 2002: Flesh on Flesh (DE: Gold (German Jazz Award))
- 2006: Consequence Of Chaos
- 2006: Vocal Rendezvous
- 2007: Diabolic Inventions and Seduction for Solo Guitar, Volume I. Music of Astor Piazzolla
- 2008: La Melodia – World Sinfonia
- 2011: Pursuit of Radical Rhapsody (Release in Europa: April 2011)[9]
- 2013: All Your Life – A Tribute to the Beatles (DE: Gold (German Jazz Award))
- 2015: Elysium
- 2018: Opus

### Mit Return to Forever
- 1974: Where Have I Known You Before
- 1975: No Mystery
- 1976: Romantic Warrior
- 2009: Returns

### Gemeinschaftliche Alben
- 1976: mit Stomu Yamashta – GO
- 1976: mit Stomu Yamashta – GO live from Paris
- 1977: mit Stomu Yamashta – Go Too
- 1995: mit Aziza Mustafa Zadeh – Dance Of Fire
- 1995: mit Stanley Clarke und Jean-Luc Ponty: Rite of Strings
- 2001: mit Manuel Barrueco – Nylon & Steel
- 2005: Andrea Parodi: Midsummer Night In Sardinia – Armentos
- 2006: Al Di Meola & Friends – Vocal Rendezvous
- 2008: Al Di Meola & Eszter Horgas – He & Carmen (Live Concert)
- 2011: Morocco Fantasia
- Saturday Night in San Francisco, 2022 (rec. 1980, mit John McLaughlin, Paco de Lucía)
- mit Mandoki Soulmates – Soulmates
- mit Mandoki Soulmates – People in Room No 8

### Kompilationen
- 1990: Ritmo De La Noche – Best (1976–83, Label: Zounds, alle Titel digital remastered)
- 1992: The Best of Al Di Meola – The Manhattan Years
- 1999: Guitar Heroes Vol. 1 – Race With Devil (1976–98, Label: Zounds, alle Titel digital remastered)
- 2000: Anthology 2 CDs
- Acoustic Anthology
- Electric Anthology
- The Essence of Al Di Meola
- This is Jazz Nr. 31
- The Collection
- The Guitarist

### Videoalben
- Friday Night In San Francisco
- 1990: The Super Guitar Trio In Concert – Live 1990
- Live At Montreux 1986 / 1993
- 1992: Al Di Meola
- 1994: Live At Montreux 1994
- One Of These Nights – 17. Mai 2004 in Ludwigsburg
- 2007: Speak a Volcano: Return to Electric Guitar
- 2008: Cosmopolitan Live

### Boxsets
- 2010: Original Album Classics (DE: Gold (German Jazz Award))

### Sonstige Veröffentlichungen
- Herr der Finger. Interview in: Scala 5/1998, S. 82 ff.
- Picking Techniques ISBN 978-0-7935-1018-4.
- A Guide To Chords, Scales, & Arpeggios ISBN 978-0-7935-2677-2.
- Music – Words – Pictures
- Friday Night in San Francisco ISBN 978-0-7935-1246-1.
- Cielo e Terra ISBN 978-0-7935-1876-0.
- Al Di Meola Solos ISBN 978-0-7935-3671-9.